# Cindy Sheehan
Pour les articles homonymes, voir Sheehan.
Cindy Sheehan, parfois surnommée Peace Mom (née le 10 juillet 1957 à Los Angeles) est une militante pacifiste américaine, ex-membre du Parti démocrate érigée en icône du mouvement contre la guerre d'Irak par les mouvements pacifistes américains.

## Biographie
Originaire de Californie( elle est née en 1957 à Inglewood ), Cindy Sheehan est l'épouse d'un représentant de commerce et la mère de quatre enfants.
Son fils, Casey Sheehan, était un militaire envoyé en Irak en avril 2004. Alors que son unité est affectée à la sécurité d’un chantier d’installation de conduite d’eau dans les rues de Sadr City, il est tué avec 7 de ses compagnons le 4 avril 2004, seulement cinq jours après son arrivée. Il était âgé de 24 ans. Il a été décoré à titre posthume de la Bronze Star Medal et du Purple Heart.
En juillet 2004, elle rencontre avec d'autres familles de militaires le président George W. Bush. Elle décrit plus tard l'entretien  comme une des expériences les plus dégoûtantes de sa vie dont elle a mis un an à se remettre ( « One of the most disgusting experiences I ever had and it took me almost a year to even talk about it. »).
Elle se transforme alors en militante et fonde la Gold Star families for peace, une association de parents de soldats tués en Irak.
Elle focalise alors l'attention sur elle en campant 26 jours à partir du 6 août 2005 à Crawford devant le ranch du président George W. Bush au Texas, qu'elle demande à rencontrer une seconde fois, ce que ce dernier refuse. Elle est cependant reçue par les conseillers du président. Elle parvint à faire de son campement un rassemblement militant, soutenue par des acteurs de Hollywood, des chanteurs, des représentants religieux, des vétérans de la guerre, des parents de militaires et des membres du Congrès viennent la soutenir. Son action déchaîne les passions et ses adversaires la traitent de « traîtresse », de « psycho-garce », de « racoleuse », de « foldingue manipulée » ou d'« amie des terroristes. »
Ses motivations politiques sont aussi dénoncées au sein même de sa famille (son mari, en instance de divorce, sa tante, sa belle-sœur), tandis que d'autres familles de soldats tués en Irak lui contestent le droit de parler en leurs noms et de s'être auto-proclamée porte-parole des familles de soldats tués en Irak. Elle se brouille également avec une partie de ses autres enfants.
À partir de l'automne 2005, elle campe ponctuellement non loin de la Maison-Blanche, participe fréquemment à des manifestations demandant le retrait des troupes en Irak et se fait arrêter à plusieurs reprises.
En septembre 2005, elle participe à une tournée de conférences baptisée Bring them home now (Ramenez-les à la maison, tout de suite).
Activement soutenue par le mouvement new-yorkais progressiste Moveon.org, ses revendications évoluèrent, consistant à demander le retrait immédiat des troupes américaines en Irak. Elle dérape cependant parfois s'aliénant une partie de ses soutiens notamment quand elle se rend au Venezuela à l'invitation du  président Hugo Chávez pour participer à un Forum social mondial  ou quand elle déclare en mars 2005, dans un courriel à la chaîne de télévision américaine ABC, que « Casey a été tué pour des mensonges et pour l’agenda des néo-conservateurs dont le seul bénéficiaire est Israël. » Par la suite, elle se défendra en disant que les termes du courriel ne sont pas les siens et qu’ils ont été « tronqués. » Au moment où le cyclone Rita frappe la Floride, elle regrette encore sur son blog que des « médias accordent autant d’importance à un petit vent et une petite pluie alors qu’il y a plein d’autres choses qui arrivent à ce pays aujourd’hui, et aussi dans le monde ». Enfin, elle traite George W. Bush de « pire des terroristes du monde, encore pire que Oussama ben Laden. »
Le 31 janvier 2006, elle est expulsée du Capitole peu avant que George W. Bush ne lise son discours sur l’État de l’union alors qu'elle porte un tee-shirt avec la mention « 2 245 morts. Combien encore ? » en même temps que l'épouse d'un représentant républicain, qui, elle, avait enfilé un tee-shirt « Soutenez nos troupes qui défendent notre liberté. »
En 2006, emblème du mouvement anti-guerre, Cindy Sheehan participe à des conférences, des manifestations, et des émissions de radio et de télévision non seulement aux États-Unis mais aussi au Canada, en France ou en Australie.
Provocatrice, elle achète un terrain de 2 hectares en face du ranch de George W. Bush au Texas, jurant d'y venir chaque fois que le président serait à Crawford. Elle a milité ensuite pour sa destitution.
En janvier 2007, Cindy Sheehan enfreint les lois américaines  en se rendant sans autorisation à Cuba soumis à embargo des États-Unis où elle appelle à la fermeture de la prison de Guantánamo.
Son association fait alors l'objet d'une enquête du Trésor américain qui révèle des irrégularités dans la trésorerie.
Déçue par l'attitude des parlementaires démocrates qui votent les budgets militaires, elle quitte le parti.
Le 28 mai 2007, fatiguée et ruinée, elle annonce renoncer au combat dont elle s’était investie au lendemain de la mort de son fils . « Casey est mort pour un pays qui se préoccupe plus du prochain gagnant du concours American Idol que du nombre de personnes qui vont être tuées dans les prochains mois, pendant que les démocrates et les républicains font de la politique politicienne avec des vies humaines », précise-t-elle . Elle ajoute que ce combat a vidé son compte en banque, laminé son mariage et créé des tensions avec ses autres enfants.
« Au revoir, Amérique.. tu n’es pas le pays que j’aime […] je ne peux faire de toi ce que tu ne veux pas être »